# Tělovýchovná jednota Sparta ČKD Praha 1982-1983
Questa voce raccoglie le informazioni riguardanti il Tělovýchovná jednota Sparta ČKD Praha nelle competizioni ufficiali della stagione 1982-1983.

## Stagione
Lo Sparta Praga chiude al terzo posto il campionato.

## Calciomercato
Partono l'estremo difensore Miroslav Koubek, che intraprenderà la carriera da allenatore, Slany, Kotal (Spartak ZVU Hradec Králove) e Kotec (Mladá Boleslav). Arrivano Miroslav Denk (Tábor) Tomáš Skuhravý, Július Bielik (TAZ Trnava), Miloš Beznoska (ritorna allo Sparta dal Tábor) e nel gennaio del 1983 Vítězslav Lavička dal Viktoria Plzeň e Zdeněk Procházka dal České Budějovice.

## Organico

### Rosa
| N. |                           | Ruolo | Calciatore       |
| -- | ------------------------- | ----- | ---------------- |
|    | Cecoslovacchia (bandiera) | P     | Andre Houška     |
|    | Cecoslovacchia (bandiera) | D     | Miloš Beznoska   |
|    | Cecoslovacchia (bandiera) | D     | Jiří Kabyl       |
|    | Cecoslovacchia (bandiera) | D     | Július Bielik    |
|    | Cecoslovacchia (bandiera) | D     | Zdeněk Ščasný    |
|    | Cecoslovacchia (bandiera) | D     | František Straka |
|    | Cecoslovacchia (bandiera) | C     | Jan Berger       |
|    | Cecoslovacchia (bandiera) | C     | Jozef Chovanec   |

| N. |                           | Ruolo | Calciatore         |
| -- | ------------------------- | ----- | ------------------ |
|    | Cecoslovacchia (bandiera) | C     | Daniel Drahokoupil |
|    | Cecoslovacchia (bandiera) | C     | Ivan Hašek         |
|    | Cecoslovacchia (bandiera) | C     | Josef Jarolím      |
|    | Cecoslovacchia (bandiera) | C     | Vítězslav Lavička  |
|    | Cecoslovacchia (bandiera) | A     | Miroslav Denk      |
|    | Cecoslovacchia (bandiera) | A     | Zdeněk Procházka   |
|    | Cecoslovacchia (bandiera) | A     | Tomáš Skuhravý     |
|    | Cecoslovacchia (bandiera) | A     | Stanislav Griga    |

### Staff tecnico
- Allenatore: Václav Ježek
- Vice allenatore: Vladimír Táborský